# Vlaamse Pijl 2007
La Vlaamse Pijl 2007, quarantesima edizione della corsa, valida come evento del circuito UCI Europe Tour 2007 categoria 1.2, fu disputata il 10 marzo 2007 su un percorso di 145 km. Fu vinta dal belga Jelle Vanendert, che giunse al traguardo in 3h 31' 31" alla media di 41,132 km/h.
Dei 190 ciclisti alla partenza furono 111 a portare a termine la competizione.

## Ordine d'arrivo (Top 10
| Pos. | Corridore            | Squadra         | Tempo    |
| ---- | -------------------- | --------------- | -------- |
| 1    | Jelle Vanendert      | Chocolade Jac.  | 3h31'31" |
| 2    | Tom Stubbe           | Chocolade Jac.  | a 1"     |
| 3    | Oļegs Meļehs         | Rietumu         | s.t.     |
| 4    | K. Van Der Schueren  | Unibet.com      | a 7"     |
| 5    | Pieter Vanspeybrouck | Beveren 2000    | s.t.     |
| 6    | Nikolas Maes         | Chocolade Jac.  | a 19"    |
| 7    | Kenny Dehaes         | Chocolade Jac.  | s.t.     |
| 8    | Nico Kuypers         | CT Lispanne     | s.t.     |
| 9    | Bert Scheirlinckx    | Landbouwkrediet | s.t.     |
| 10   | Bauke Mollema        | Rabobank Cont.  | a 20"    |